# Óbudán születettek listája
Ez a lista az Óbuda városában 1873 előtt született nevezetes személyek névsorát tartalmazza.

## Óbudán születtek
| Születési idő        | Személy                                                                                |
| -------------------- | -------------------------------------------------------------------------------------- |
| 1755.                | Wahrmann Izrael rabbi                                                                  |
| 1759. május 17.      | Österreicher Manes József orvosdoktor, kamarai főorvos, Balatonfüred első fürdőorvosa  |
| 1773. november 11.   | Dobos István református lelkész                                                        |
| 1773.                | Baneth Ezekiel rabbi                                                                   |
| 1774.                | Kunitzer Mózes rabbi                                                                   |
| 1774.                | Spitzer Benjámin Salomon, tengerész kapitany                                           |
| 1784.                | Bach József rabbi, bölcsész                                                            |
| 1800.                | Bing Jónás rabbi                                                                       |
| 1804. április 14.    | Dobos János református lelkész                                                         |
| 1805.                | Braun Leopold német tanító, később igazgató az óbudai magyar-német-izraelita iskolában |
| 1805.                | Breslauer Jakab Konrád orvos                                                           |
| 1806. december 7.    | Zappert György történész, régész                                                       |
| 1808.                | Finály Zsigmond orvos                                                                  |
| 1813.                | Kann Henrik festő                                                                      |
| 1814. szeptember 7.  | Fischhof Ignác Vilmos orvos                                                            |
| 1816. december 8.    | Fischhof Adolf orvos                                                                   |
| 1820.                | Pollák Henrik orvos                                                                    |
| 1820. december 3.    | Ellinger József énekművész                                                             |
| 1820. december 23.   | Schiller-Szinessy Salamon rabbi, a Cambridge-i Egyetem tanára                          |
| 1825. január 16.     | Finály Henrik magyar klasszika-filológus                                               |
| 1826. május 24.      | Adler Mór magyar festő                                                                 |
| 1831. október 12.    | Knauz Nándor történész, katolikus pap, az MTA tagja                                    |
| 1832. szeptember 17. | Karl Stoerk osztrák fül-orr-gégész, orvostanár                                         |
| 1833.                | Freudiger Mózes rabbi, hitközségi elnök                                                |
| 1854.                | Ehrentreu Heinrich ortodox rabbi                                                       |
| 1857. december 7.    | Baron Ede Illés szociáldemokrata vezető, újságíró                                      |
| 1859. október 26.    | Neumann Ede rabbi, műfordító, történész                                                |